# Bryan Lasme
Bryan Lasme, né le 14 novembre 1998 à Montauban, est un footballeur français qui occupe le poste d’attaquant au FC Schalke 04.

## Biographie

### FC Sochaux
En 2014, Lasme intègre le centre de formation du FC Sochaux-Montbéliard, en provenance du Montauban FC. Il joue dans un premier temps avec l'équipe réserve qui évolue en CFA. Lasme dispute son premier match senior, et unique de la saison, le 2 mai 2015 en entrant en jeu contre l'ES Viry-Châtillon. Après une saison 2015-2016 avec peu de temps de jeu, il s'impose peu à peu à partir de l'exercice 2016-2017 et marque son premier but senior le 5 novembre 2016 lors d'une victoire deux buts à zéro face à l'US Moissy.
Lasme fait ses débuts avec l'équipe en professionnelle le 12 novembre 16 en Coupe de France au CA Pontarlier. Le 20 janvier 2017, il dispute sa première rencontre de Ligue 2 contre le Clermont Foot, en entrant en jeu à la 87e minute de jeu.
En juin 2018, Lasme participe avec l'équipe de France des moins de 20 ans au Festival international espoirs - Tournoi Maurice Revello. Il se met en évidence lors de cette compétition, en inscrivant un but face au Togo.
Lors de la saison 2018-2019, Lasme est prêté au SO Cholet, club en évoluant en National. Il prend part à dix-sept rencontres et retourne au FC Sochaux à l'issue de la saison.
Le 13 octobre 2020, il prolonge son contrat avec le FCSM jusqu'en 2022.

### Départ en Allemagne
Au début de la reprise du FC Sochaux en juin 2021, Lasme ne se présente pas à l'entraînement. Les médias font état d'un intérêt du club allemand de l'Arminia Bielefeld pour le jeune attaquant français. Le 27 juin 2021, le transfert de Lasme est officiellement annoncé, le joueur signant un contrat de quatre ans avec le club de Bundesliga.
Après deux saisons au club et une relégation dès la première saison, il quitte le club et rejoint le FC Schalke 04 qui évolue également en deuxième division allemande.

## Statistiques
| Saison                | Club                        | Championnat           | Championnat | Championnat | Championnat | Coupe nationale | Coupe nationale | Coupe nationale | Coupe de la Ligue | Coupe de la Ligue | Coupe de la Ligue | Barrages | Barrages | Barrages | Total | Total | Total |
| Saison                | Club                        | Division              | M.          | B.          | P.d.        | M.              | B.              | P.d.            | M.                | B.                | P.d.              | M.       | B.       | P.d.     | M.    | B.    | P.d.  |
| 2014-2015             | FC Sochaux-Montbéliard rés. | CFA                   | 1           | 0           | -           | -               | -               | -               | -                 | -                 | -                 | -        | -        | -        | 1     | 0     | 0     |
| 2015-2016             | FC Sochaux-Montbéliard rés. | CFA                   | 2           | 0           | -           | -               | -               | -               | -                 | -                 | -                 | -        | -        | -        | 2     | 0     | 0     |
| 2016-2017             | FC Sochaux-Montbéliard rés. | CFA                   | 19          | 2           | -           | -               | -               | -               | -                 | -                 | -                 | -        | -        | -        | 19    | 2     | 0     |
| 2017-2018             | FC Sochaux-Montbéliard rés. | CFA                   | 15          | 1           | -           | -               | -               | -               | -                 | -                 | -                 | -        | -        | -        | 15    | 1     | 0     |
| 2018-2019             | FC Sochaux-Montbéliard rés. | CFA                   | 1           | 2           | -           | -               | -               | -               | -                 | -                 | -                 | -        | -        | -        | 1     | 2     | 0     |
| 2019-2020             | FC Sochaux-Montbéliard rés. | CFA                   | 1           | 1           | -           | -               | -               | -               | -                 | -                 | -                 | -        | -        | -        | 1     | 1     | 0     |
| Sous-total            | Sous-total                  | Sous-total            | 39          | 6           | -           | -               | -               | -               | -                 | -                 | -                 | -        | -        | -        | 39    | 6     | 0     |
| 2016-2017             | FC Sochaux-Montbéliard      | Ligue 2               | 1           | 0           | 0           | 1               | 0               | 0               | -                 | -                 | -                 | -        | -        | -        | 2     | 0     | 0     |
| 2017-2018             | FC Sochaux-Montbéliard      | Ligue 2               | 9           | 1           | 0           | -               | -               | -               | -                 | -                 | -                 | -        | -        | -        | 9     | 1     | 0     |
| 2018-2019             | FC Sochaux-Montbéliard      | Ligue 2               | 1           | 0           | 0           | -               | -               | -               | 1                 | 0                 | 0                 | -        | -        | -        | 2     | 0     | 0     |
| 2019-2020             | FC Sochaux-Montbéliard      | Ligue 2               | 15          | 3           | 0           | -               | -               | -               | 1                 | 1                 | 0                 | -        | -        | -        | 16    | 4     | 0     |
| 2020-2021             | FC Sochaux-Montbéliard      | Ligue 2               | 32          | 9           | 2           | 2               | 0               | 0               | -                 | -                 | -                 | -        | -        | -        | 34    | 9     | 2     |
| Sous-total            | Sous-total                  | Sous-total            | 58          | 13          | 2           | 3               | 0               | 0               | 2                 | 1                 | 0                 | -        | -        | -        | 63    | 14    | 2     |
| 2018-2019             | SO Cholet (prêt)            | National              | 16          | 0           | 0           | 1               | 0               | 0               | -                 | -                 | -                 | -        | -        | -        | 17    | 0     | 0     |
| 2021-2022             | Arminia Bielefeld           | Bundesliga            | 23          | 2           | 0           | 2               | 2               | 0               | -                 | -                 | -                 | -        | -        | -        | 25    | 4     | 0     |
| 2021-2022             | Arminia Bielefeld           | 2. Bundesliga         | 32          | 7           | 3           | 2               | 1               | 0               | -                 | -                 | -                 | 2        | 0        | 1        | 36    | 8     | 4     |
| Sous-total            | Sous-total                  | Sous-total            | 55          | 9           | 3           | 4               | 3               | 0               | 0                 | 0                 | 0                 | 2        | 0        | 1        | 61    | 12    | 4     |
| 2023-2024             | Schalke 04                  | 2. Bundesliga         | 27          | 4           | 2           | 2               | 0               | 0               | -                 | -                 | -                 | -        | -        | -        | 29    | 4     | 2     |
| 2024-2025             | Schalke 04                  | 2. Bundesliga         | 6           | 0           | 0           | -               | -               | -               | -                 | -                 | -                 | -        | -        | -        | 6     | 0     | 0     |
| Sous-total            | Sous-total                  | Sous-total            | 33          | 4           | 2           | 2               | 0               | 0               | 0                 | 0                 | 0                 | -        | -        | -        | 35    | 4     | 2     |
| 2024-2025             | Grasshopper Zurich          | Super League          | 4           | 0           | 0           | -               | -               | -               | -                 | -                 | -                 | -        | -        | -        | 4     | 0     | 0     |
| Total sur la carrière | Total sur la carrière       | Total sur la carrière | 205         | 32          | 7           | 10              | 3               | 0               | 2                 | 1                 | 0                 | 2        | 0        | 1        | 219   | 36    | 8     |